# Чемпіонат світу з біатлону 2015
50-й чемпіонат світу з біатлону проходив у Контіолагті, Фінляндія, з 4 по 15 березня 2015 року.
До програми чемпіонату входили 11 змагань із окремих дисциплін: спринту, гонки переслідування, індивідуальної гонки, мас-старту та естафет — жіночої, чоловічої і змішаної. 
Цей чемпіонат був третім, який приймало Контіолахті, раніше тут були проведені чемпіонати 1990 і 1999 років. Наступний чемпіонат світу пройде в Осло, Норвегія у 2016 році.

## Розклад
У таблиці приведено попередній розклад змагань. Час подано за UTC+1.
| Дата       | Час         | Чоловіки            | Жінки               |
| ---------- | ----------- | ------------------- | ------------------- |
| 4 березня  | 20:30       | церемонія відкриття | церемонія відкриття |
| 5 березня  | 17:15       | змішана естафета    | змішана естафета    |
| 7 березня  | 13:00/16:30 | спринт              | спринт              |
| 8 березня  | 13:15/16:00 | персьют             | персьют             |
| 11 березня | 17:15       | індивідуальна       |                     |
| 12 березня | 17:15       |                     | індивідуальна       |
| 13 березня | 17:15       | естафета            |                     |
| 14 березня | 16:30       |                     | естафета            |
| 15 березня | 13:30/16:15 | мас-старт           | мас-старт           |

## Медалісти та призери

### Чоловіки
| Гонка:                            | Золото:                                                    | Час                                                        | Срібло:                                                                    | Час                                                        | Бронза:                                                                 | Час                                            |
| Індивідуальна гонка, 20 км деталі | Мартен Фуркад Франція                                      | 47:29.4 (0+1+0+0)                                          | Еміль Гегле Свендсен Норвегія                                              | 47:50.3 (0+0+0+0)                                          | Ондржей Моравець Чехія                                                  | 48:09.9 (0+1+0+0)                              |
| Спринт 10 км деталі               | Йоганнес Тінгнес Бо Норвегія                               | 24:12.8 (0+1)                                              | Натан Сміт Канада                                                          | 24:24.9 (0+1)                                              | Тар'єй Бо Норвегія                                                      | 24:38.1 (0+0)                                  |
| Персьют 12,5 км деталі            | Ерік Лессер Німеччина                                      | 30:47.9 (0+0+0+0)                                          | Антон Шипулін Росія                                                        | 31:04.9 (0+1+0+0)                                          | Тар'єй Бо Норвегія                                                      | 31:06.6 (0+0+1+0)                              |
| Мас-старт 15 км деталі            | Яков Фак Словенія                                          | 36:24.9 (0+0+1+0)                                          | Ондрей Моравець Чехія                                                      | 36:25.9 (1+0+0+0)                                          | Тар'єй Бо Норвегія                                                      | 36:28.6 (0+0+1+0)                              |
| Естафета 4 x 7,5 км деталі        | Німеччина Ерік Лессер Даніель Бем Арнд Пайффер Сімон Шемпп | 1:13:49.52 (0+0) (0+0) (0+0) (0+2) (0+0) (0+0) (0+0) (0+1) | Норвегія Уле-Ейнар Б'єрндален Тар'єй Бо Йоганнес Тінгнес Бо Еміль Свендсен | 1:14:04.98 (0+0) (0+0) (0+0) (0+3) (0+0) (0+2) (0+0) (0+1) | Франція Сімон Фуркад Жан-Гійом Беатрікс Кентен Фійон Майє Мартен Фуркад | 1:14:23.14 (0+0) (0+0) (0+1) (0+1) (0+1) (0+0) |

### Жінки
| Гонка:                     | Золото:                                                                     | Час                                                       | Срібло:                                                          | Час                                                       | Бронза:                                                         | Час                                                       |
| Індивідуальна 15 км деталі | Катерина Юрлова Росія                                                       | 41:32.2 (0+0+0+0)                                         | Габріела Соукалова Чехія                                         | 41:55.4 (0+0+0+1)                                         | Кайса Мякяряйнен Фінляндія                                      | 41:56.6 (0+1+1+0)                                         |
| Спринт 7,5 км деталі       | Марі Дорен-Абер Франція                                                     | 22:16.8 (0+1)                                             | Вероніка Новаковська-Земняк Польща                               | 22:26.4 (0+0)                                             | Валя Семеренко Україна                                          | 22:36.5 (0+1)                                             |
| Персьют 10 км деталі       | Марі Дорен-Абер Франція                                                     | 30:07.7 (0+0+2+1)                                         | Лаура Дальмаєр Німеччина                                         | 30:23.0 (1+0+0+1)                                         | Вероніка Новаковська-Земняк Польща                              | 30:39.3 (0+1+2+0)                                         |
| Мас-старт 12,5 км деталі   | Валя Семеренко Україна                                                      | 34:32.9 (0+0+0+0)                                         | Франциска Пройс Німеччина                                        | 34:39.1 (0+0+0+1)                                         | Карін Обергофер Італія                                          | 34:45.5 (1+1+0+0)                                         |
| Естафета 4 x 6 км          | Німеччина Франциска Гільдебранд Франциска Пройс Ванесса Гінц Лаура Дальмаєр | 1:11:54.6 (0+0) (0+2) (0+1) (0+2) (0+0) (0+1) (0+0) (0+0) | Франція Анаїс Бескон Енора Латюльєр Жустін Бреза Марі Дорен-Абер | 1:12:54.9 (0+0) (0+1) (0+1) (0+1) (1+3) (0+1) (0+2) (0+0) | Італія Ліза Вітоцці Карін Обергофер Ніколь Гонтьє Доротея Вірер | 1:13:00.7 (0+0) (0+0) (0+1) (0+3) (0+2) (0+2) (0+0) (0+1) |

### Змішана естафета
| Гонка:                                        | Золото:                                                                   | Час                                           | Срібло:                                                               | Час                                                       | Бронза:                                                | Час                                           |
| Змішана естафета 2 x 6 км + 2 x 7,5 км деталі | Чехія Вероніка Віткова Габріела Соукалова Міхал Шлезінгр Ондржей Моравець | 1:20:27.2 (0+2) (0+2) (0+0) (0+0) (0+1) (0+1) | Франція Анаїс Бескон Марі Дорен-Абер Жан-Гійом Беатрікс Мартен Фуркад | 1:20:47.4 (0+1) (0+3) (0+0) (0+1) (0+0) (0+3) (0+0) (0+0) | Норвегія Фанні Горн Тіріл Екгофф Йоганнес Бо Тар'єй Бо | 1:20:54.9 (0+0) (0+0) (0+0) (1+3) (0+0) (0+0) |

## Таблиця медалей
| Місце  | Країна    | Золото | Срібло | Бронза | Загалом |
| ------ | --------- | ------ | ------ | ------ | ------- |
| 1      | Франція   | 3      | 2      | 1      | 6       |
| 2      | Німеччина | 3      | 2      | 0      | 5       |
| 3      | Норвегія  | 1      | 2      | 4      | 7       |
| 4      | Чехія     | 1      | 2      | 1      | 4       |
| 5      | Росія     | 1      | 1      | 0      | 2       |
| 6      | Україна   | 1      | 0      | 1      | 2       |
| 7      | Словенія  | 1      | 0      | 0      | 1       |
| 8      | Польща    | 0      | 1      | 1      | 2       |
| 9      | Канада    | 0      | 1      | 0      | 1       |
| 10     | Італія    | 0      | 0      | 2      | 2       |
| 11     | Фінляндія | 0      | 0      | 1      | 1       |
| Всього | Всього    | 11     | 11     | 11     | 33      |